# Villadia patula
Villadia patula es una especie de la familia de las crasuláceas, comúnmente llamadas, siemprevivas, conchitas o flor de piedra (Crassulaceae), dentro del orden Saxifragales en lo que comúnmente llamamos plantas dicotiledóneas, aunque hoy en día se agrupan dentro de Magnoliopsida. El nombre del género fue dado en honor al Dr. Manuel Villada (1841 – 1924), quien fuera médico, botánico y editor de la revistas “La Naturaleza”, la especie V. patula, hace referencia a la forma de la planta, abierta o esparcida.

## Clasificación y descripción
Planta de la familia Crassulaceae. Raíces algo tuberosas, con uno o pocos tallos de 1-6 dm de alto; hojas lanceoladas, subcilíndricas, agudas, espolonadas en la base, de 7-21 mm de largo.  Inflorescencia en estrecho tirso, sépalos triangular lanceolados, agudos, apresadores de la corola, de 25-35 mm de largo, corola de 3.5-5 mm de largo, blanca verdosa o algo rojiza, con un tubo de 0.8-1.6 mm de longitud; ovario corto, estilo largo y algo recurvado. Cromosomas n= 13.

## Distribución
Endémica de México, se distribuye en los estados de Guanajuato, Querétaro y San Luis Potosí. Localidad tipo: San Luis Potosí: al SE de Zaragoza.

## Ambiente
No se tienen datos exactos de sus afinidades ecológicas.

## Estado de conservación
No se encuentra catalogada bajo algún estatus o categoría de conservación, ya sea nacional o internacional.